# Khapa
Khapa es una ciudad y  municipio situada en el distrito de Nagpur en el estado de Maharashtra (India). Su población es de 14659 habitantes (2011). Se encuentra  orillas del río Kanhan, a 16 km de Nagpur.

## Demografía
Según el censo de 2011 la población de Khapa era de 14659 habitantes, de los cuales 7449 eran hombres y 7210 eran mujeres. Khapa tiene una tasa media de alfabetización del 84,93%, superior a la media estatal del 82,34%: la alfabetización masculina es del 91,66%, y la alfabetización femenina del 77,99%.